# IC 4750
IC 4750 ist eine linsenförmige Galaxie vom Hubble-Typ S0/a im Sternbild Pfau am Südsternhimmel. Sie ist schätzungsweise 211 Millionen Lichtjahre von der Milchstraße entfernt und hat einen Durchmesser von etwa 70.000 Lj.

Im selben Himmelsareal befinden sich u. a. die Galaxien IC 4744, IC 4749, IC 4759, IC 4760.
Das Objekt wurde am 20. Juli 1901 von DeLisle Stewart entdeckt.